# Rudolf Kingslake
Rudolf Kingslake (* 28. August 1903 in London; † 28. Februar 2003 in Rochester, New York) war ein britischer Optik-Ingenieur.

## Leben
Kingslake wurde als Rudolf Klickmann geboren. Während des Ersten Weltkrieges änderte die Familie den deutschsprachigen Namen in Kingslake um. Er studierte Technische Optik am Imperial College bei Alexander Eugen Conrady (Master-Abschluss 1926). Danach entwickelte er Linsen bei der Firma Sir Howard Grubb, Parsons and Company in Newcastle-upon-Tyne und war darauf bei der International Standard Electric Company in London. 1929 ging er in die USA an die University of Rochester, wo auf Initiative von Eastman Kodak und Bausch and Lomb eine Fakultät für Technische Optik (Optical Design) gegründet wurde und Kingslake auf die Professur berufen wurde. 1937 wurde er Leiter des Linsen-Entwurfs bei Eastman Kodak. 1969 ging er an der Universität in den Ruhestand, unterrichtete aber weiter bis wenige Jahre vor seinem Tod (zuletzt in Sommerschulen der Universität). Er starb im Alter von 99 Jahren im Februar 2003, zwei Wochen nach seiner Frau.
Kingslake hatte einen internationalen Ruf als Linsen-Designer und bildete auf diesem Gebiet eine große Zahl von Fachleuten in den USA aus. Er veröffentlichte mehrere Bücher über Technische Optik, darunter auch die Neuausgabe und nachgelassene Manuskripte seines Lehrers Conrady, die er mit dessen Tochter Hilda (1902–2003) herausgab, mit der er verheiratet war. Hilda Kingslake war ebenfalls eine bekannte Optik-Expertin (sie studierte gleichzeitig mit Kingslake am Imperial College Technische Optik), die eine Geschichte der Optical Society of America und des Optik-Instituts der University of Rochester veröffentlichte.
Ein Preis für die beste Veröffentlichung in der Zeitschrift Optical Engineering der SPIE ist nach Kingslake benannt. Eine Professur an der University of Rochester ist nach ihm und seiner Frau benannt.
1973 erhielt er die Frederic Ives Medal, die höchste Auszeichnung der Optical Society of America. 1980 erhielt er die Goldmedaille der SPIE. 1978 wurde er Rochester Engineer of the Year.
Er war Herausgeber von Applied Optics and Optical Engineering (ab 1965).

## Schriften
- Applied Optics and Optical Engineering, 1958
- Lenses in Photography: The Practical Guide to Optics for Photographers, Garden City 1951, New York, Barnes 1963
- Optical Systems Design, Academic Press 1983
- Lens Design Fundamentals, Academic Press 1978, 2. Auflage mit R. Barry Johnson, Academic Press 2010
- A History of the Photographic Lens, Academic Press 1989
- Optics in Photography, SPIE Optical Engineering Press 1992
- Herausgeber mit Hilda Kingslake von Conrady: Applied Optics and Optical Design, Teil 2, Dover 1960 (der erste Band erschien 1929, Neuauflage Dover 1957)